# Soufiane El Gharouti
Soufiane El Gharouti, né le 23 janvier 1998, est un joueur marocain de beach-volley et de volley-ball.

## Carrière

### Beach-volley
Soufiane El Gharouti remporte la médaille d'or par équipe du tournoi de beach-volley des Jeux africains de plage de 2023 à Hammamet.
Avec Mohammed Abicha, Soufiane El Gharouti remporte la médaille d'or des Jeux africains de 2023 à Accra.

### Volley-ball
Soufiane El Gharouti joue au poste de réceptionneur-attaquant. Il évolue notamment au Tihad Sportif Club, à l'Olympique Club de Khouribga, à l'Olympique Club de Safi, à l'Olympique Youssoufia, à l'Oman Club, à l'Aris Salonique et au FUS de Rabat.